# Anna Köhlerová-Mokrá
Anna Köhlerová-Mokrá (25. ledna 1895 Karlín – 22. dubna 1957) byla česká malířka.

## Životopis
Rodiče Anny byli Jaroslav Mokrý (1856), soustružník na státní dráze a Anna Mokrá-Braumannová (1854) z Buštěhradu, svatbu měli 17. 2. 1885. Měla bratry Jaroslava Mokrého a Františka Mokrého. Odpadla od katolické církve r. 1920.
Provdala se za architekta Wilfrieda Köhlera. Jako malířka byla činná v oboru uměleckého průmyslu v Praze, vedoucí uměleckého průmyslového atelieru. V Praze XI bydlela na adrese Štítného 11.

## Dílo

### Výstavy
- Praha: Obecní dům, 1921
- Kroměříž
- Olomouc
- Žena a umění – Praha